# 菲利波·博蒂诺
菲利波·博蒂诺（義大利語：Filippo Bottino，1888年12月9日—1969年10月18日），意大利男子举重运动员。他曾代表意大利参加1920年和1924年夏季奥林匹克运动会举重比赛，获得一枚金牌。